# Архипов, Николай Николаевич (1907—1963)
Николай Николаевич Архипов (8 декабря 1907 год, Полоцк, Витебская губерния — 26 апреля 1963 год) — инженер, участник советской атомной программы, лауреат Сталинской премии.

## Биография
Родился 8 декабря 1907 года в г. Полоцк Витебской губернии. Отец, умерший в 1920 году, работал лесничим, начальником лесхоза. Мать — домохозяйка, умерла в 1912 году. После смерти отца воспитывался его сестрой — сельской учительницей.
Окончил начальную профшколу в Козельске (1921—1925). Работал на пищевых предприятиях Калужской губернии. В 1927 году получил направление на рабфак в Смоленске.
Окончил Бежицкий (Брянский) машиностроительный институт (1930—1935) по специальности «инженер-технолог литейного производства».
Работал на Челябинском тракторном заводе в должностях от мастера до заместителя начальника сталелитейного цеха.
С 14 октября 1946 года начальник смены службы управления объекта «А».  1.01.1949 г. Постановлением СМ СССР № 4631-1809/ОП (особая папка) назначен начальником объекта «А» (первого промышленного ядерного реактора).
С 1.01.1954 г. и до конца жизни был начальником (затем директором) завода № 24 ПО «Маяк» (реакторный завод).
 Умер 26 апреля 1963 года.
Именем Н. Н. Архипова названа (1973) одна из улиц Озёрска.
Награды
Лауреат Сталинской премии II степени 1951 года.
Награждён орденами Ленина (1949), «Знак Почёта» (1943), Трудового Красного Знамени (1962), медалью «За трудовую доблесть».